# Cleveland Rams 1938
La stagione 1938 dei Cleveland Rams è stata la seconda della franchigia nella National Football League, la terza complessiva. La squadra vinse tre gare in più dell'anno precedente, terminando con un bilancio di 4 vittorie e 7 sconfitte.
Avendo terminato col peggior record della NFL nel 1937, i Rams erano in possesso della prima scelta assoluta Draft NFL 1938 con cui scelsero Corbett Davis. Questi disputò quattro stagioni con la squadra, prima di lasciare il football professionistico per arruolarsi nell'esercito nel 1942, servendo in Francia durante la seconda guerra mondiale. Al termine del conflitto fece ritorno al club.

## Scelte nel Draft 1938
| Scelte dei Rams nel Draft 1938 |        |                       |       |                |
| Giro                           | Scelta | Giocatore             | Ruolo | College        |
| 1                              | 1      | Corby Davis           | BB    | Indiana        |
| 2                              | 11     | Jim Benton            | E     | Arkansas       |
| 3                              | 16     | Joe Routt             | G     | Texas A&M      |
| 4                              | 26     | Vic Markov            | T     | Washington     |
| 5                              | 31     | Ed Franco             | T     | Fordham        |
| 6                              | 41     | Ray Hamilton          | E     | Arkansas       |
| 7                              | 51     | Red Chesbro           | G     | Colgate        |
| 8                              | 61     | Walt (Tiger) Mayberry | B     | Florida        |
| 9                              | 71     | Charles Ream          | T     | Ohio St.       |
| 10                             | 81     | Joe Maras             | C     | Duquesne       |
| 11                             | 91     | Al Hoptowit           | T     | Washington St. |
| 12                             | 101    | Vic Spadaccini        | B     | Minnesota      |

## Calendario
| Stagione regolare |                        |                  |           |
| Turno             | Avversario             | Stadio           | Risultato |
| 1                 | at Green Bay Packers   | City Stadium     | S 26–17   |
| 2                 | Chicago Cardinals      | Shaw Stadium     | S 7–6     |
| 3                 | at Washington Redskins | Griffith Stadium | S 37–13   |
| 4                 | Detroit Lions          | Shaw Stadium     | V 21–17   |
| 5                 | Chicago Bears          | Shaw Stadium     | V 14–7    |
| 6                 | at Chicago Bears       | Wrigley Field    | V 23–21   |
| 7                 | Green Bay Packers      | League Park      | S 28–7    |
| 8                 | at Detroit Lions       | Briggs Stadium   | S 6–0     |
| 9                 | at New York Giants     | Polo Grounds     | S 28–0    |
| 10                | at Chicago Cardinals   | Wrigley Field    | S 31–17   |
| 11                | at Pittsburgh Pirates  | Tulane Stadium   | V 13–7    |

## Classifiche
| NFL Western Division |   |   |   |      |     |     |     |     |
|                      | V | S | P | %    | DIV | PF  | PS  | STR |
| Green Bay Packers    | 8 | 3 | 0 | .727 | 6–2 | 223 | 118 | S1  |
| Detroit Lions        | 7 | 4 | 0 | .636 | 6–2 | 119 | 108 | S1  |
| Chicago Bears        | 6 | 5 | 0 | .545 | 3–5 | 194 | 148 | S1  |
| Cleveland Rams       | 4 | 7 | 0 | .364 | 3–5 | 131 | 215 | V1  |
| Chicago Cardinals    | 2 | 9 | 0 | .182 | 2–6 | 111 | 168 | V1  |

Nota: I pareggi non venivano conteggiati ai fini della classifica fino al 1972.